# Distretto di Beyağaç
Il distretto di Beyağaç (in turco Beyağaç ilçesi) è uno dei distretti della provincia di Denizli, in Turchia.